# 周尧和
周尧和（1927年5月30日—2018年7月30日），男，原籍直隶深县，生于北京，中国铸造学家，曾任西北工业大学、上海交通大学教授。

## 生平
周尧和原籍直隶省深县，生于北京。1946年毕业于天津耀华中学，1950年毕业于清华大学机械系。1957年获苏联莫斯科钢及合金学院技术科学副博士学位。1991年当选为中国科学院院士（学部委员）。
2018年7月30日5时28分在上海华东医院逝世。